# Cartwright (Neufundland und Labrador)
Cartwright  ist eine Gemeinde (Town) in der kanadischen Provinz Neufundland und Labrador. Port Hope Simpson wurde 1775 gegründet. Die Gemeinde wurde nach George Cartwright benannt, einem englischen Armeeoffizier und Pelzhändler.

## Lage
Die Gemeinde befindet sich am Nordostufer der Sandwich Bay im Südosten von Labrador.
Cartwright besitzt einen kleinen Flugplatz (IATA: YRF). Die knapp 95 km lange Route 516 verbindet Cartwright mit dem Trans-Labrador Highway. Außerdem existiert eine Fährverbindung nach Rigolet und Black Tickle.

## Geschichte
Zwischen 1953 und 1968 wurde bei Cartwright im Rahmen der Distant Early Warning Line die Radarstation Cartwright Air Station betrieben.

## Einwohnerzahl
Beim Zensus im Jahr 2016 hatte die Gemeinde eine Einwohnerzahl von 427. Fünf Jahre zuvor waren es noch 504. Somit nahm die Bevölkerung in den letzten Jahren ab. Die Bevölkerung besteht überwiegend aus Métis und Inuit.